# Гергей, Енё
Енё Гергей (венг. Gergely Jenő, 10 марта 1944, Тенё — 10 декабря 2009, Будапешт) — венгерский историк, профессор. Глава кафедры новой и новейшей истории Университета имени Лоранда Этвёша.
Главные области научных исследований — история Венгрии XIX и XX веков, история церкви, история христианских партий, история автономии в Венгрии.
На русском языке издана книга Енё Гергея «История папства» (на венгерском: «A pápaság története»; Москва: Республика, 1996. — 463 с. Пер. О. В. Громова).